# 乌克兰民主改革联盟
乌克兰民主改革联盟（烏克蘭語：Український демократичний альянс за реформи Віталія Кличка），简称打击党（因其缩写具有“打击”的含义），乌克兰政党，现任领导人为乌克兰前职业拳击手维塔利·克利奇科。该党主张反腐化，立场亲欧，现为欧洲人民党观察员。
2012年乌克兰议会选举中，乌克兰民主改革联盟获得乌克兰最高拉达41个席位。